# Euros (mitologia)

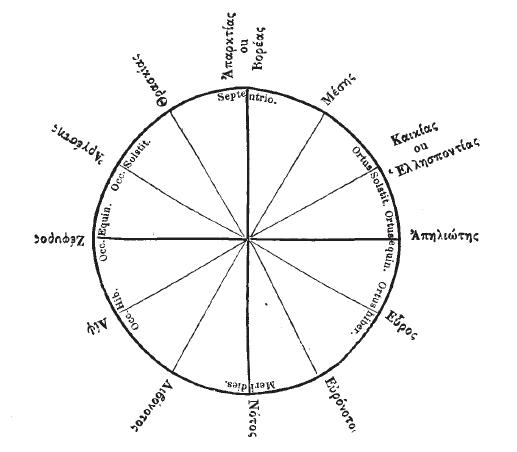
Rosa dels vents, creada per Adamantios Koraïs al 1796. Els noms dels vuit vents estan escrits en grec.

Segons la mitologia grega, Euros (en grec antic: Εύρος) era la personificació del vent de l'est o més concretament del sud-est, i era una de les quatre divinitats de l'element aeri. Es correspon aproximadament amb el Volturnus dels romans.
És el fill d'Astreu i d'Eos (l'Aurora), i el germà de, Bòreas, Notos i Zèfir. S'associa a la tardor i a les seves tempestes de pluja.
Es diu que la seva llar és prop del Palau d'Hèlios. També és anomenat Afeliota, «que prové del sol».